# 금파리 (곤충)
금파리는 파리목 검정파리과의 곤충이다. 

## 특징
몸은 번쩍거리는 녹금색이며, 겹눈은 붉은색이다. 썩은 고기나 배설물에 모여든다. 성충은 꽃가루나 꽃꿀을 먹고, 유충은 배설물이나 시체를 먹는다. 세균과 바이러스를 옳기는 위생해충이다.

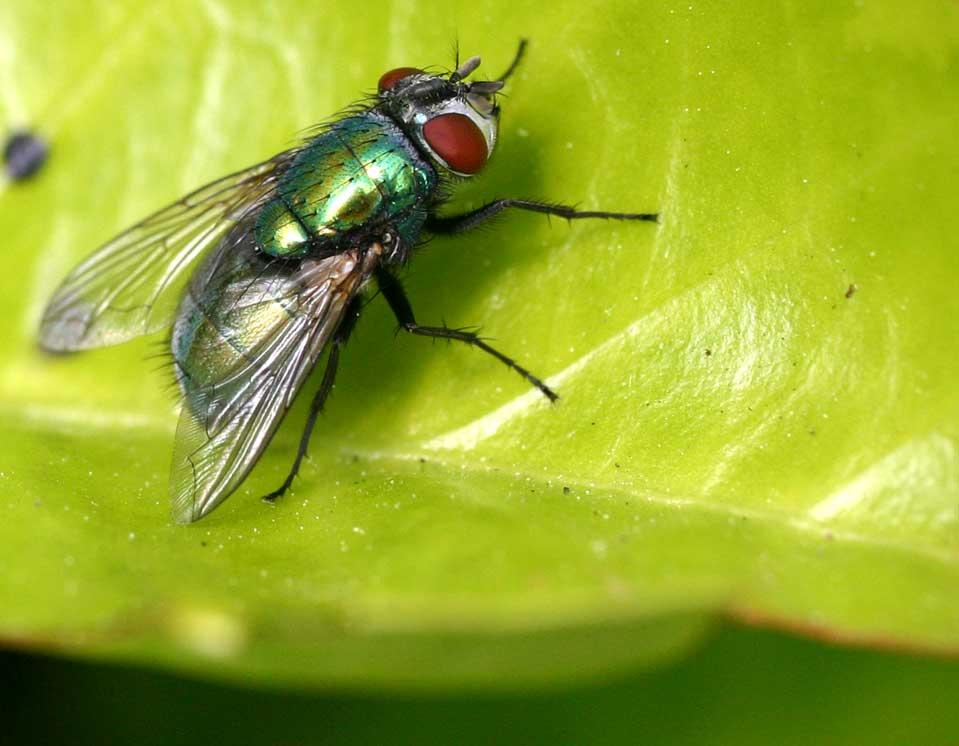
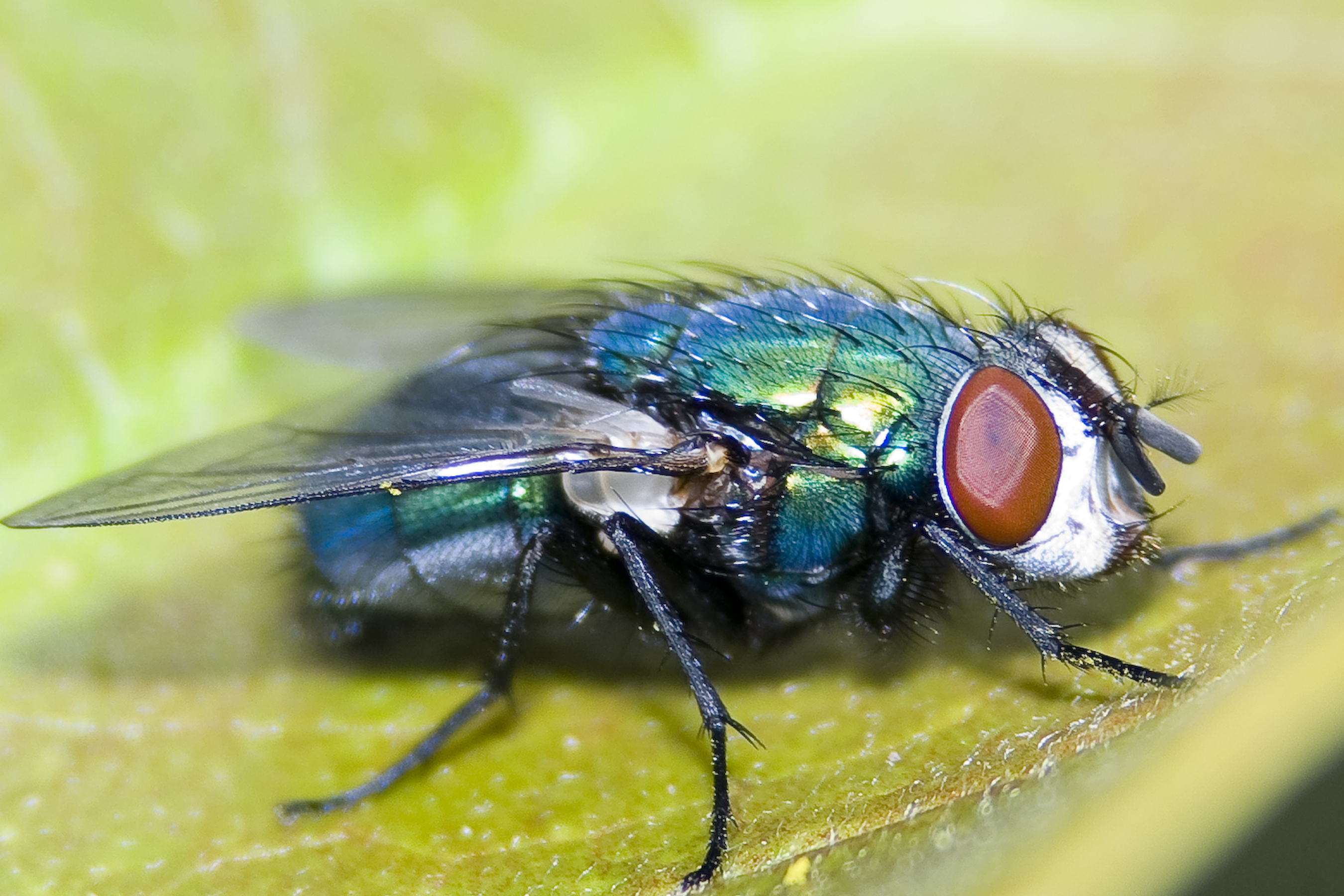
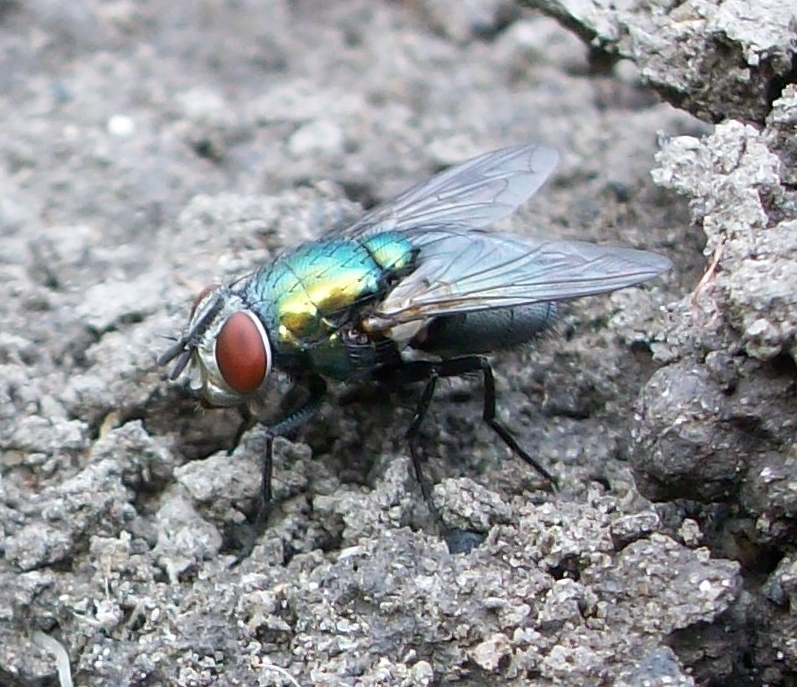
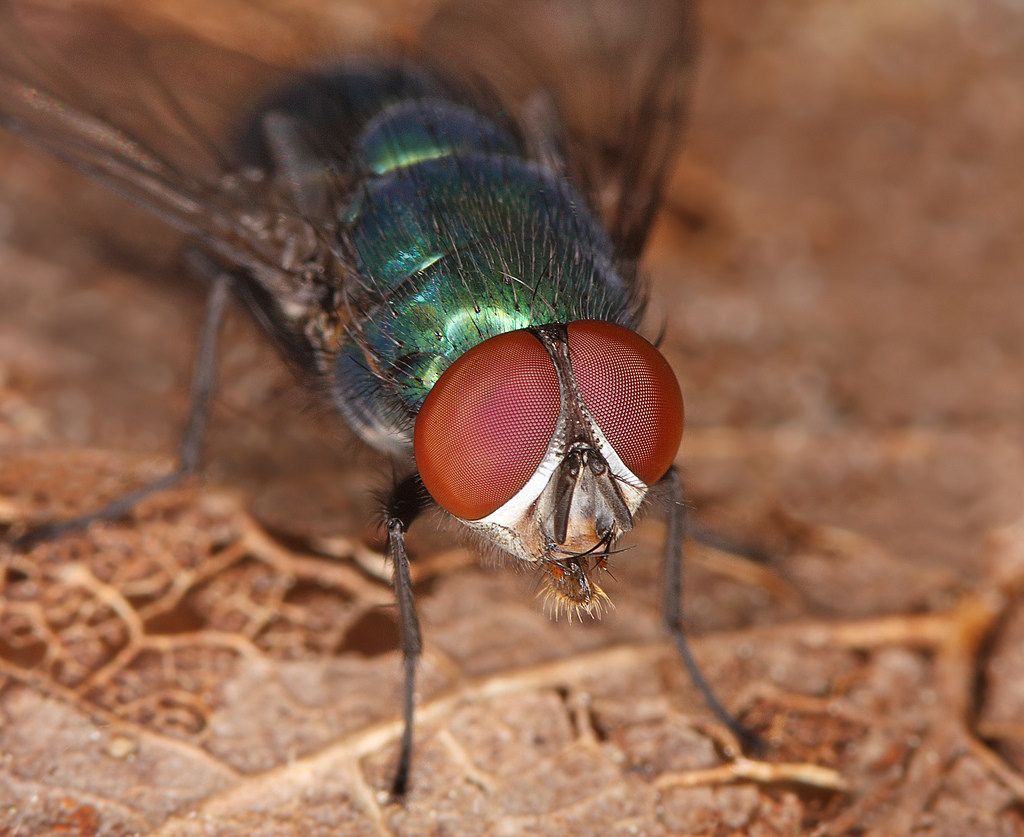
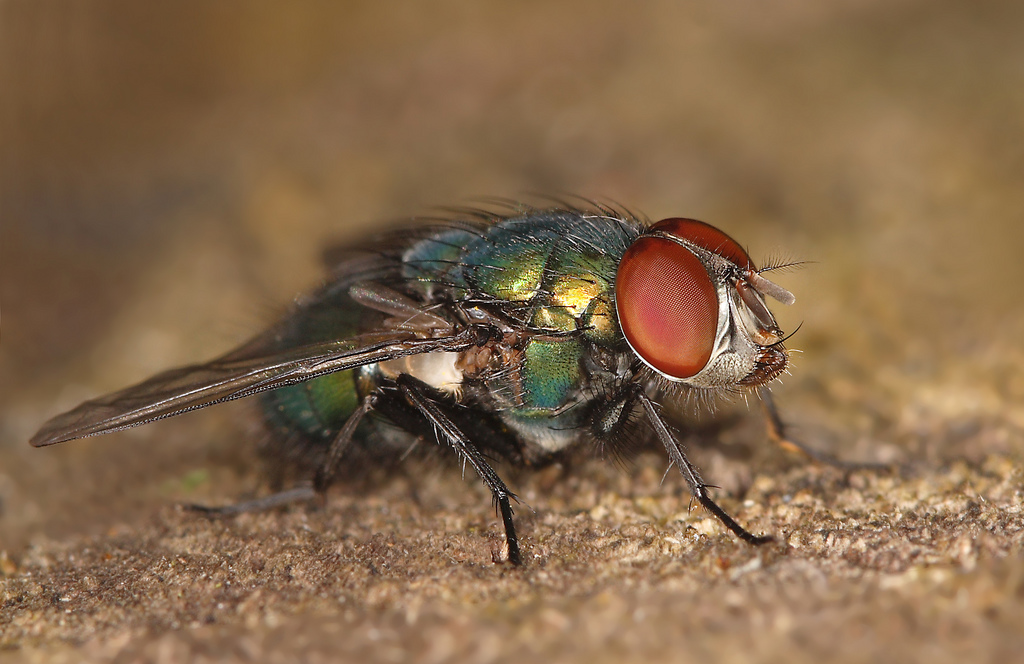
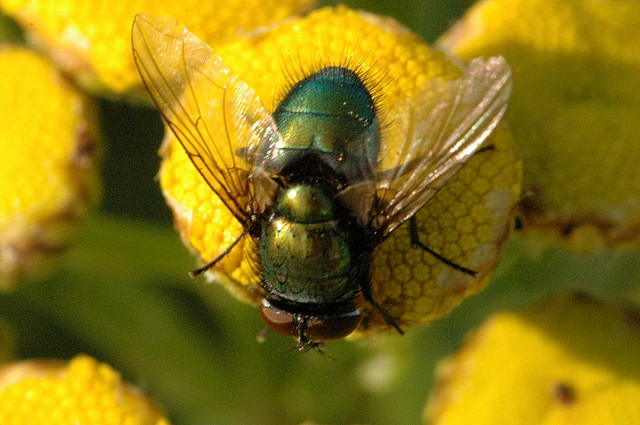
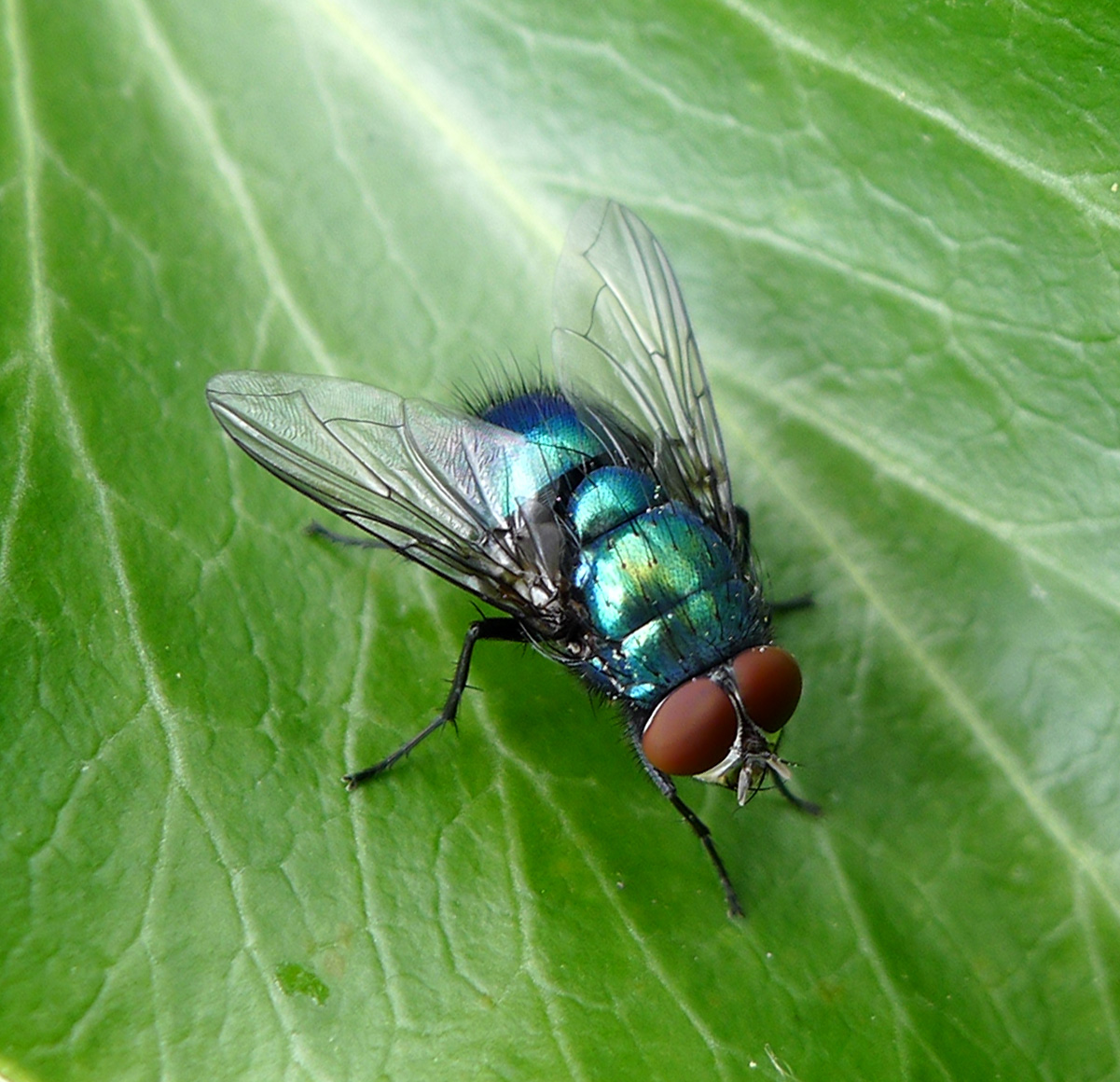

## 같이 보기
- 구리금파리
- 검정띠금파리
- 파리
- 해충